# Albert Baratier

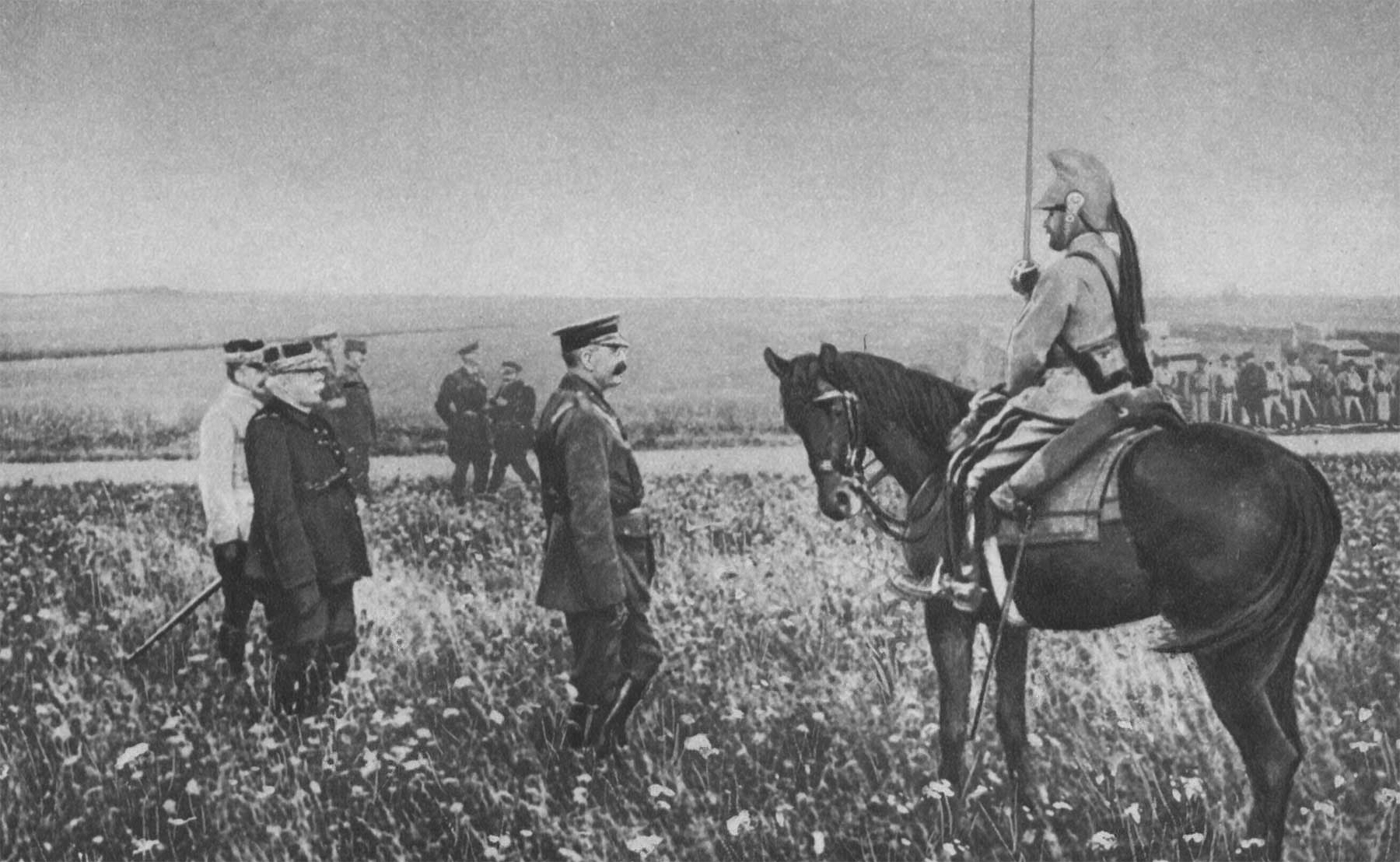
Baratier, Joffre och Kitchener.

Albert Ernest Augustin Baratier, född 11 juli 1864 i Belfort, död 17 oktober 1917 i fält utanför Reims, var en fransk militär och upptäcktsresande.
Baratier blev officer vid första afrikanska hästjägarregementet 1885, deltog med utmärkelse i krigen i Franska Sudan 1891–1892 och 1894–1895 samt i Jean-Baptiste Marchands expedition, vars ledare han en tid var, från Franska Kongo till egyptiska Sudan (Fashoda) 1896–1898. År 1911 blev han överste. Under första världskriget deltog han, ävenledes med utmärkelse, som kavalleriregements- och brigadchef samt slutligen som chef för en infanterifördelning. I egenskap av skicklig topograf och kartograf, kartlade han (delvis) och utgav 1903 ett kartverk över vissa områden av Centralafrika. Sina iakttagelser och minnen från fälttåg och upptäcktsresor i Afrika publicerade han i À travers l'Afrique (1910), Épopées africaines (1912) och Au Congo. Souvenir de la mission Marchand (1914).